# 寺谷亮司
寺谷 亮司（てらや りょうじ、1960年 - ）は、日本の地理学者。愛媛大学法文学部教授・地理学教室。理学博士（東北大学）。専門は、アジア・南アフリカ地域論、北海道の都市と交通の形成論、地域景観論、飲食文化地域論（特に盛り場論）など。日本の酒と盛り場、世界の酒と盛り場についても研究している。

## 略歴
- 1960年　 北海道小樽市生れ
- 1978年　 北海道札幌南高等学校卒業
- 1982年　 東北大学理学部地理学科卒業
- 1988年　 東北大学理学研究科博士後期課程単位取得退学
- 1988年　 北海道大学文学部基礎文化論講座（地理学）助手
- 1991年　 愛媛大学教養部講師
- 1994年　 愛媛大学教養部助教授
- 1996年　 愛媛大学法文学部助教授
- 2000年　 理学博士（東北大学）
- 2003年　 愛媛大学法文学部教授
- 2004年　「都市の形成と階層分化―新開地北海道・アフリカの都市システム」にて日本都市学会賞受賞

## 著作
（単著）
- 『都市の形成と階層分化－新開地北海道・アフリカの都市システム』（古今書院）